# 查爾頓 (澳大利亞國會選區)
查爾頓選區（英語：Division of Charlton），是澳大利亞新南威爾士州的下議院選區，位於該州中海岸地區、紐卡斯爾以南，麥覺里湖西岸。面積205平方公里。
選區始於1984年，名字是紀念工黨領袖馬特·查爾頓。本區也是工黨安全選區。自2007年起當區議員是康弼。